# Hoàng Văn Phúc
Hoàng Văn Phúc (ur. 20 grudnia 1964) – wietnamski trener piłkarski.

## Kariera trenerska
Trenował Hanoi ACB. Pracował z juniorską reprezentację U-16 i młodzieżową reprezentację U-23. Od stycznia 2013 do 	kwietnia 2014 prowadził tymczasowo narodową reprezentację Wietnamu.